# Evangelische Kerk (Saarburg)

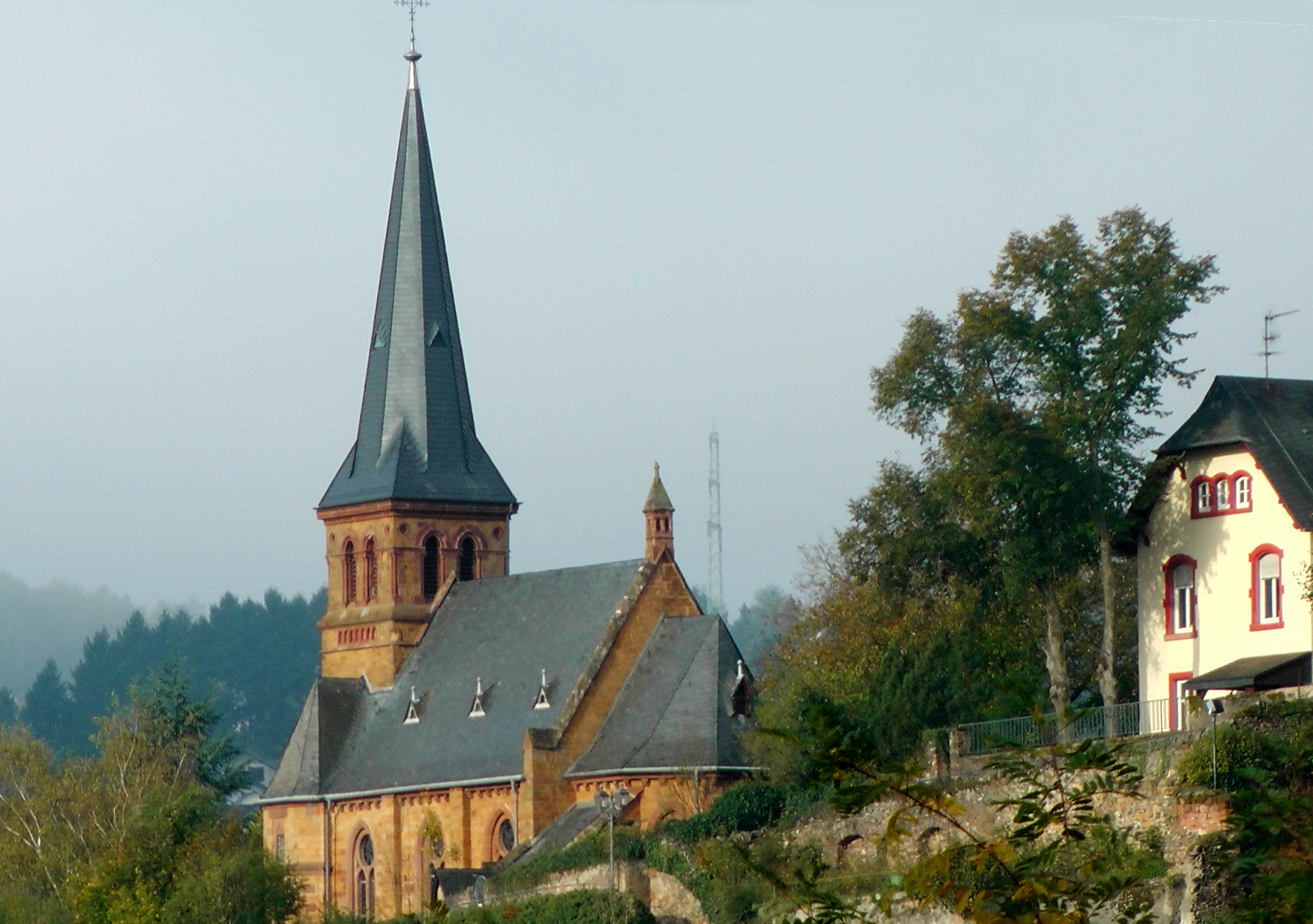
De evangelische kerk in Saarburg vanuit het zuidoosten

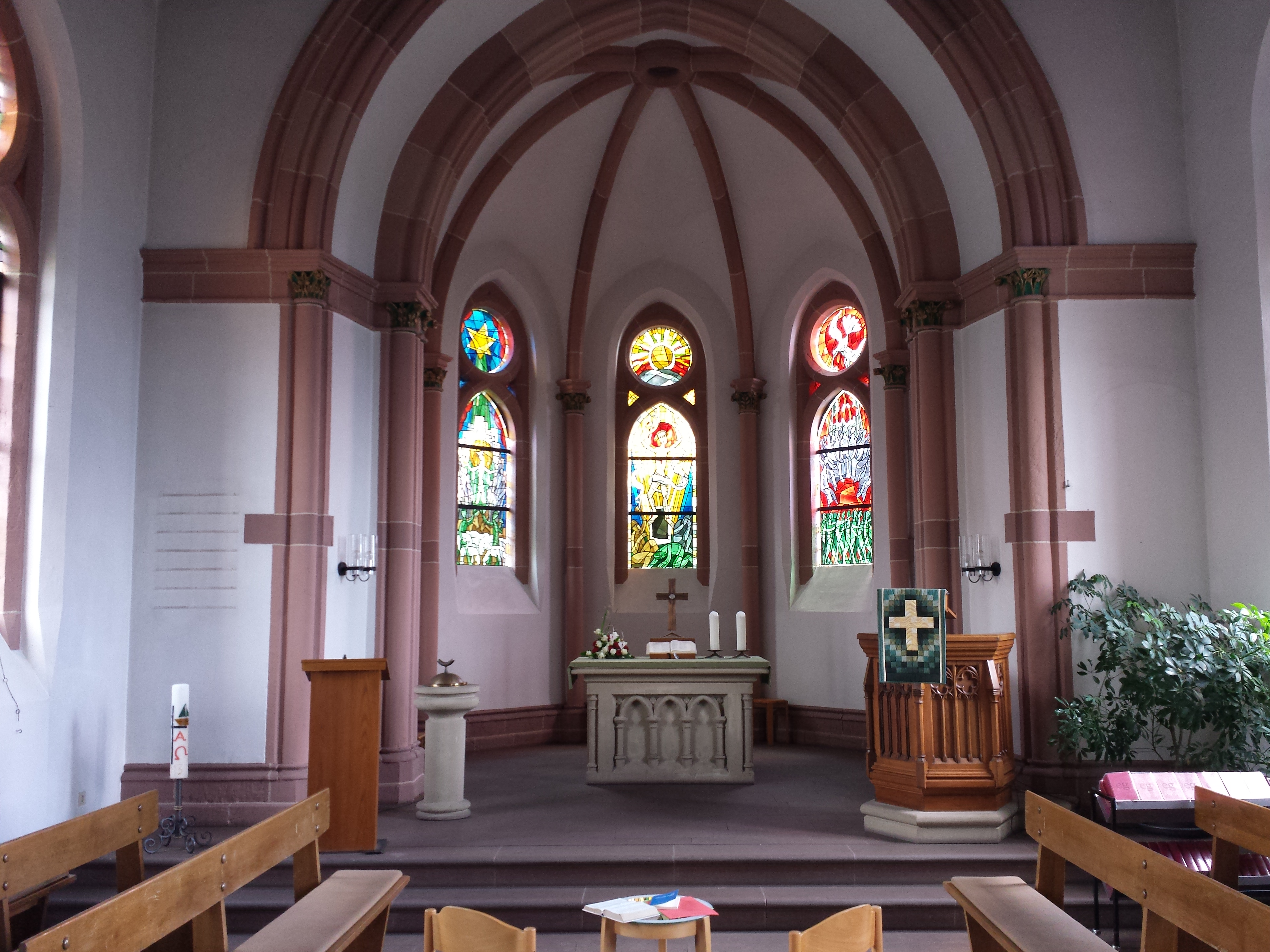
Blik binnen de kerk

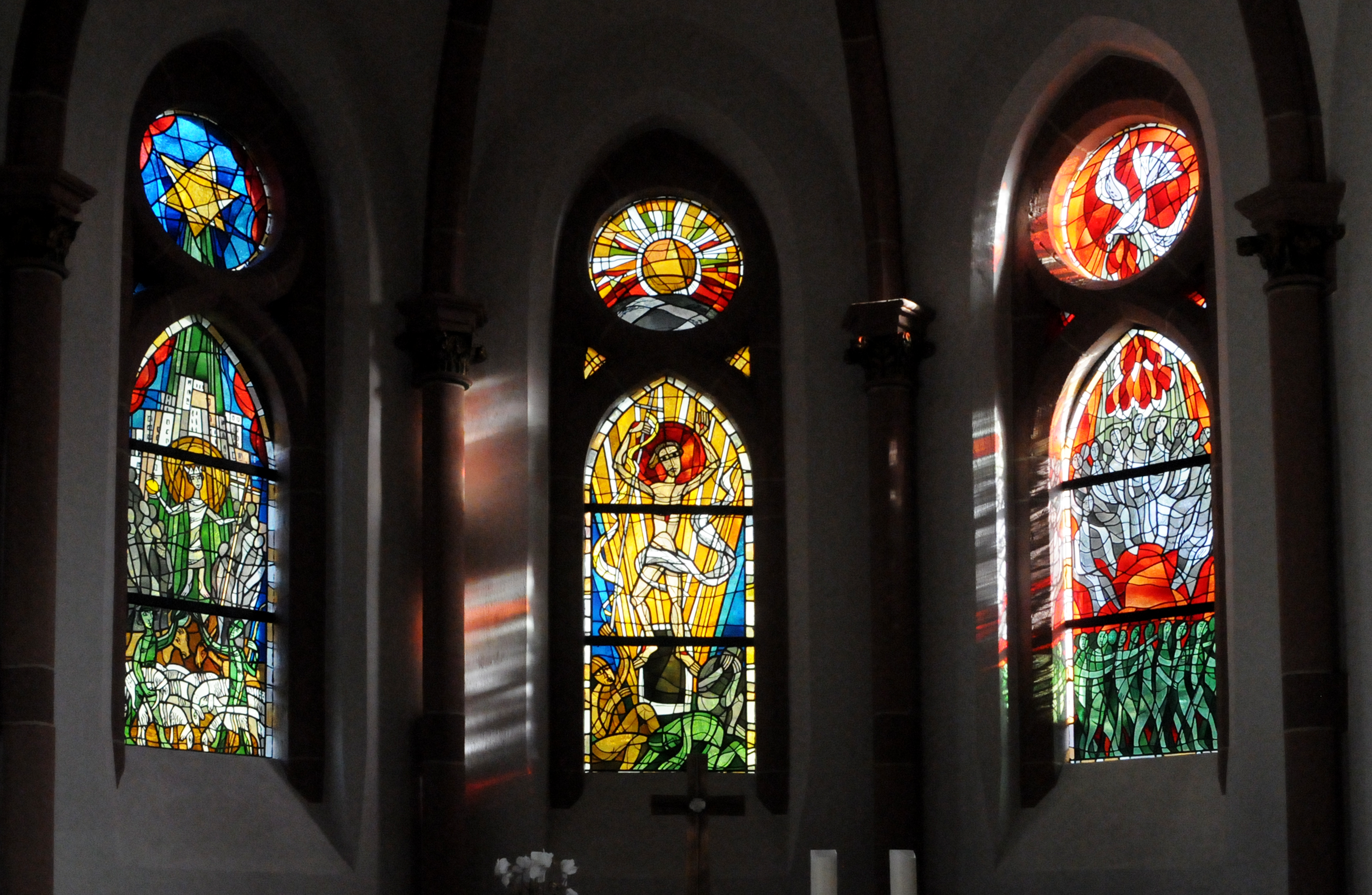
Glasramen in het koor

De Evangelische Kerk Saarburg is een kerkgebouw van de Evangelische Kerk in Duitsland in Saarburg in het landkreis Trier-Saarburg in de Duitse deelstaat Rijnland-Palts. Ze werd op het einde van de 19e eeuw gebouwd voor de door voortdurende toeloop in de tot dan toe zuiver katholieke streek ontstane en ondertussen tot 1800 leden aangegroeide protestantse diasporagemeenschap en is tot op heden daarvan het geestelijk centrum.
Het in 1893 in de stijl van het historisme gebouwde kerkgebouw staat, zoals ook de naburige pastorie, onder monumentenzorg en is in de lijst van de beschermde monumenten van het landkreis Trier-Saarburg opgenomen. Ondanks zware beschadigingen in de Tweede Wereldoorlog is het uiterlijk van het kerkgebouw nog steeds dat van de stichtingstijd. Van de oorspronkelijke inrichting zijn enkel het altaar en de kanselkorf bewaard gebleven.
Tegenwoordig zijn de glasramen van de Trierse kunstenaar Werner Persy de hoofdbezienswaardigheid van de kerk.

## Geschiedenis

### Voorgeschiedenis
Aan de Midden-Saar werd in 1575 door de gebroeders Philipp III en Albrecht von Nassau-Weilburg het protestantisme ingevoerd. Het Graafschap Nassau-Saarbrücken, dat in de steden Saarbrücken, Ottweiler en Saarwerden zijn centra had, organiseerde een eigen landskerk. Door het Congres van Wenen (1815) werd dit, zoals het ganse land aan de Midden-Saar, in de Rijnprovincie van Pruisen opgenomen. Kerkrechtelijk werd het een deel van de Rheinische Landeskirche. De verantwoordelijkheid voor nieuwe protestantse bewoners in de tot dusver zuiver katholieke gebieden van de Midden- en Beneden-Saar lag bij de Kirchenkreis (Kerkdistrict) Völklingen. Daarbij kwam het tot stichtingen van protestantse gemeenten in Saarlouis, later in Mettlach en ten slotte ook in Saarburg.
 
De toestroom van nieuwe protestantse inwoners in de nieuw gevormde kreisen Merzig en Saarburg begon in de eerste helft van de 19e eeuw. Deze protestantse inwoners waren aanvankelijk overwegend Pruisische ambtenaren.

### Stichting van de kerkelijke gemeente en kerkbouw
De stichting van een zelfstandige kerkelijke gemeente in Merzig, waarbij ook de protestantse inwoners van Saarburg ingedeeld waren, vond plaats in het jaar 1851. Bij gebrek aan een eigen kerk in Saarburg werden de godsdiensten voorlopig in de zaal van het kantongerecht gehouden. Eerst in 1893 kon in Saarburg een eigen protestants godshuis ingewijd worden, dat naar plannen van de regeringsarchitect Natorp uit Bad Oldesloe gebouwd werd. De eerstesteenlegging vond plaats op 8 mei 1892, de inwijding vond op 11 juli 1893 plaats. Het toezicht op de bouwwerken had de plaatselijk bevoegde districtsarchitect Heudler op zich genomen.
 Nagenoeg gelijktijdig werden in de omgeving onder soortgelijke omstandigheden protestantse kerken gebouwd in Konz-Karthaus, Hermeskeil en Wittlich.
Met ingang van 1 april 1895 werd Saarburg afgescheiden van de moedergemeente Merzig en verheven tot een zelfstandige kerkgemeenschap. Op grond van haar geringe kapitaalkracht kon zij tot aan de eeuwwisseling slechts een vicaris aanstellen.

### Tijd van het Nationaalsocialisme
In de tijd na de nationaalsocialistische machtsovername kwam het tot spanningen en uiteindelijk tot breuk tussen dominee Degen en het presbyterium (priestercollege). Dominee Degen was toegetreden tot de Dominee-noodbond en was bovendien bevriend met de Bekennende Kirche (Belijdende Kerk). Het presbyterium was in tegenstelling daartoe loyaal tot de nationaalsocialistische ideologie beheerste Deutsche Kirche. De onrusten bereikten een hoogtepunt in 1935. Meerdere leden van het presbyterium legden hun ambt neer. Bij een volksraadpleging stelden zich meer dan 90% van de gemeente achter hun dominee en tegen het presbyterium. De presbyter en kerkmeester Wörzner werd op 7 mei 1935 door de Kreissynodalvorstand uit zijn ambt ontheven, op 20 juli door de Rechtsausschuss (Juridische Commissie) van de kerkenprovincie weer in zijn ambt ingezet en op 15 mei 1937 door de Kreiskirchenausschuss (District Kerk Comité) opnieuw uit het presbyterium verwijderd.
Moe van de voortdurende beslissingen, nam dominee 'Degen' in de herfst van 1937 de benoeming tot dominee van de kerkgemeenschap van Leun aan. Hij bleef daar tot 1951 en was daarna, tot zijn pensionnering, dominee in Wermelskirchen. In het jaar 1968, 30 jaar na zijn afscheiding, stond dominee 'Degen' weer op de kansel van de kerk en predikte in het raam van de feesteredienst ter herdenking van het 75-jarig bestaan van de kerk.

Nadat 'Degen' de gemeenschap verlaten had, kreeg dominee Schwalfenberg uit Merzig, die van zijn nationaalsocialistische gezindheid nooit een geheim maakte, de opdracht een „Befriedungsaktion der zerrissenen Gemeinde“, dus een vredesactie van de verscheurde gemeenschap in te leiden. Op 20 mei 1938 werd dominee Heinrich Schmidt benoemd. Hij was lid van de Deutsche Christen. De spanningen met de gemeenschap werden niet geringer. Het gemeenschapsleven verviel meer en meer en de laatste presbyteriumzitting vond plaats op 20 juli 1939. De politike opvattingen van dominee Schmidt had de kleine rest kerktrouwigen, die aan het oorlogseinde nog minder dan 30 leden telde, van de gemeenschap vervreemd.
In december 1944 liep de kerk door de luchtbombardementen zware beschadigingen op en was daarna niet meer bruikbaar.

### Na de Tweede Wereldoorlog

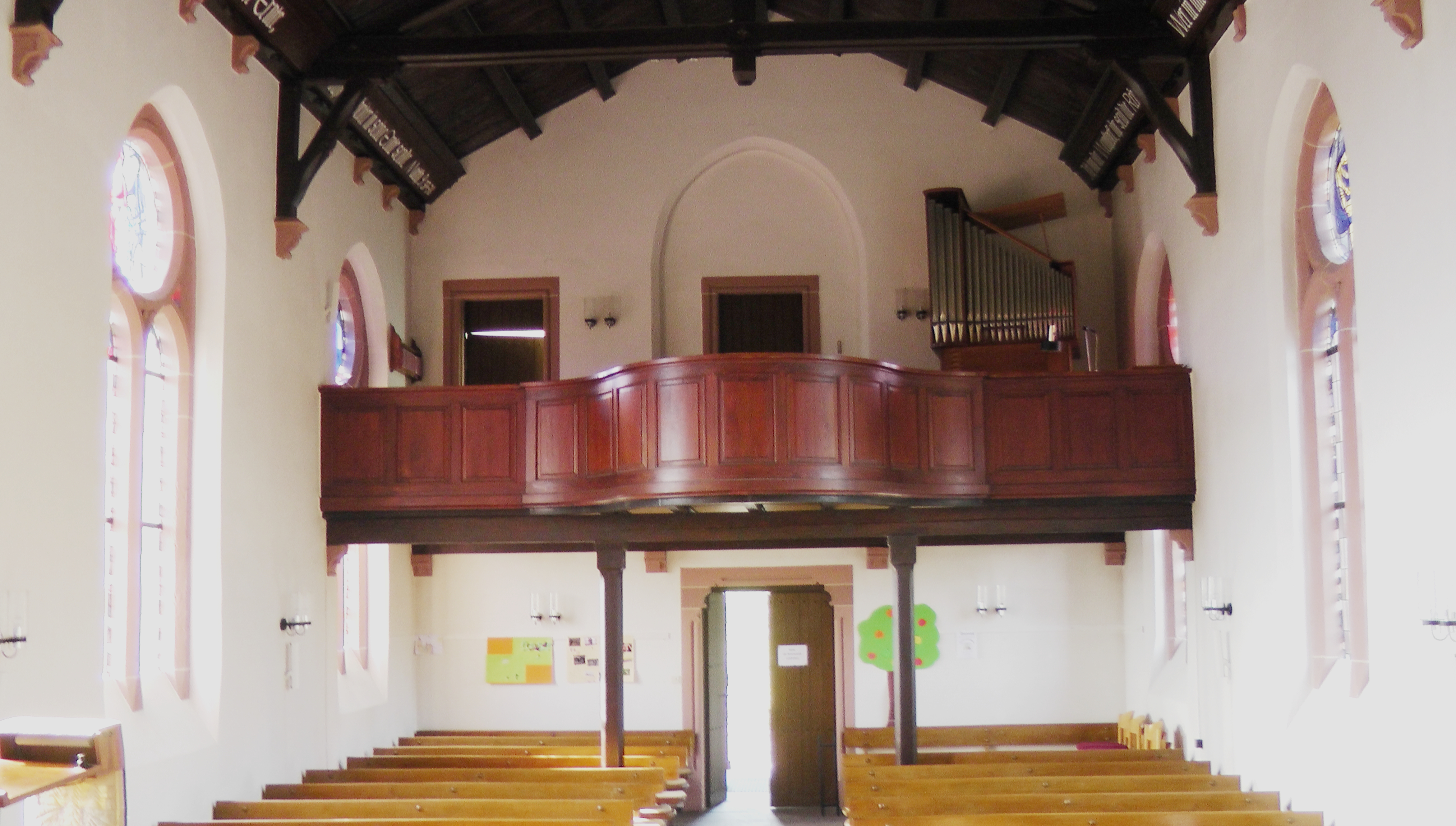
Hoogzaal

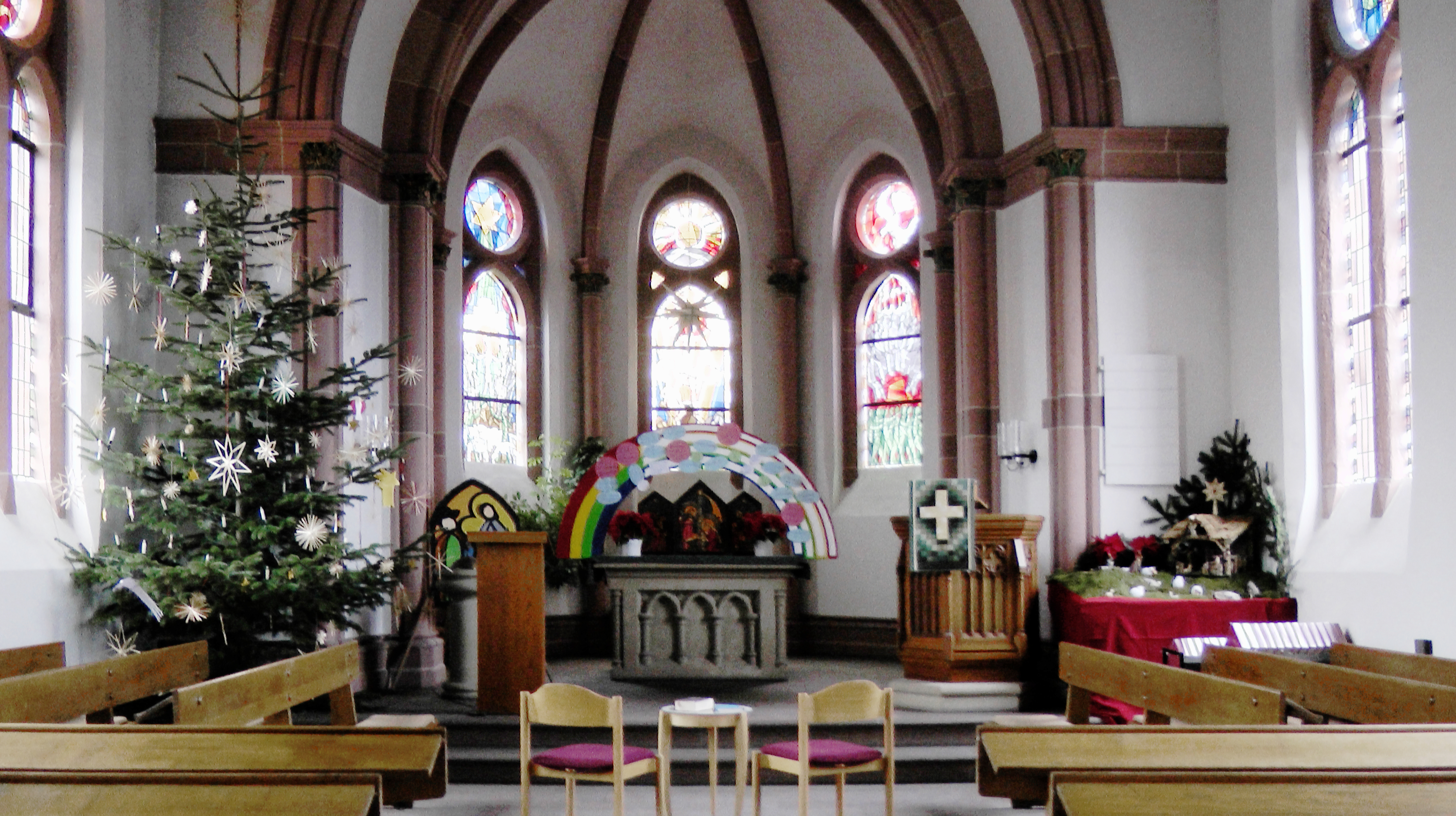
De kerk in Kerstmisstemming

Op 25 juni 1945 werd dominee Schmidt, wegens zijn nationaalsocialistische gezindheid, de uitoefening van zijn ambt ontzegd. Hij was van rechtswege officieel nog wel dominee, maar mocht niet meer actief werkzaam zijn, mocht dus ook niet meer preken.
In juli 1945 werd de nieuwe dominee Paul Druschke met het bestuur van de parochie belast en vanaf 1950 werd hij officieel actief. Tot dan moest hij de pastorie met zijn voorganger delen. Deze weigerde echter de ambtswoning aan hem over te geven. Als gevolg van vluchtelingen verdubbelde het aantal leden van de gemeenschap in slechts enkele jaren tot meer dan 600. Na herstelling van de oorlogsschaden kon de kerk op 10 april 1949 terug ingewijd worden.
In 1966 werd het gemeenschapscentrum in de straat Kunoweiher 20a ingewijd. Op grond van de topografische ligging van de kerk en de pastorie op een smalle rotswand, was het niet mogelijk in de onmiddellijke omgeving nog een gemeenschapshuis te bouwen. Het gemeenschapshuis lag 850 meter verder en daarmee ongeveer 10 minuten gaans van de kerk verwijderd.

Het gemeenschapscentrum werd in 1984 en 1992 gerenoveerd en in 2013 op deze plaats buiten gebruik gesteld.
In 1971 werden de structuren van kerkengroep en kerkgemeenschappen aan de politieke structuren aangepast. De kerkgemeenschap Saarburg werd bij de kerkengroep van Trier gevoegd: alle gemeenschappen, die door de wijziging van de politieke structuren nu in Saarland lagen, werden aan de kerkgemeenschap van Mettlach toegewezen.

In het jaar 1983 werd de kerk aan een omvangrijke binnenrenovatie onderworpen. In dit verband ontstonden de glasramen.
Door grotere eisen aan onder andere warmte-isolatie en toegankelijkheid, was het gemeenschapshuis niet meer economisch te saneren. De oplossing bood zich aan in de aankoop van de sinds drie jaar leegstaande neoapostolische kerk in het stadsdeel Niederleuken en de ombouw en uitbreiding ervan tot een klein gemeenschapscentrum. Het werd in januari 2014 in gebruik genomen en na de definitieve voltooiing op 20 juli 2014 ingewijd.
 Het nieuwe gemeenschapshuis ligt 1 kilometer, resp. 15 minuten gaans van de kerk verwijderd.

## Architectuur

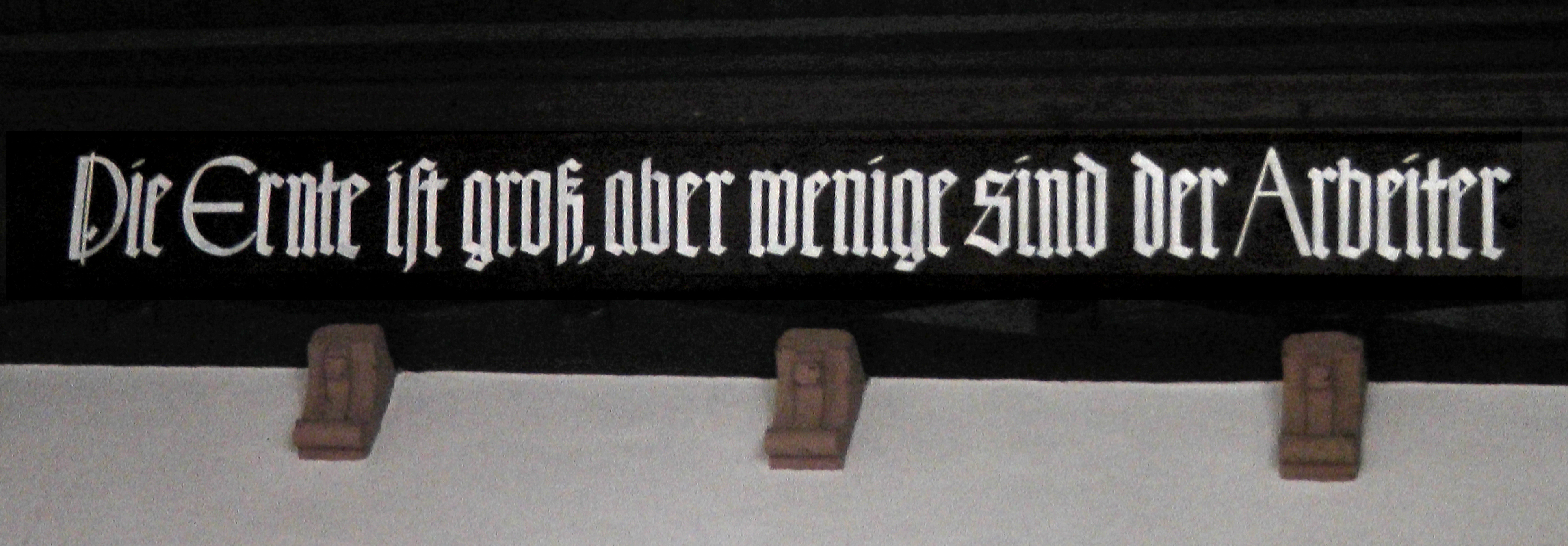
Bijbelteksten aan dakstoel

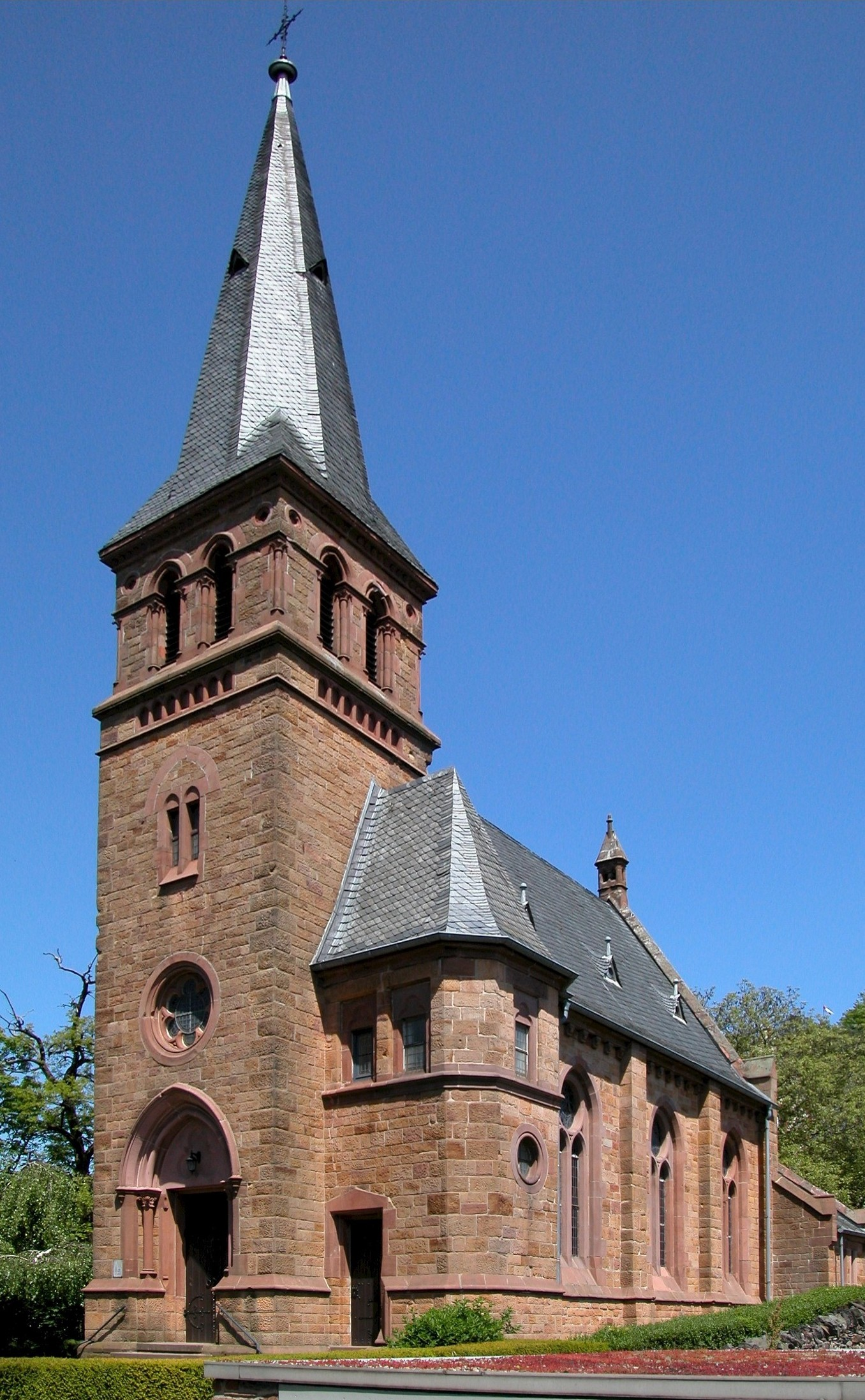
De kerk vanuit het zuidwesten

Het kerkgebouw, dat in de stijl van het Historisme is opgebouwd, is door zijn ligging op de bergrug niet precies naar het oosten gericht. Het is ongeveer in de richting ONO geplaatst en is ingedeeld van west naar oost in een toren met een torenspits, een drieassig kerkschip en een vijfzijdig polygonaal koor. De toren, die aan de westelijke smalle zijde van het kerkschip in de lengteas vooraan aangebouwd is, wordt door een twee verdiepingen hoge trappentoren zijdelings begeleid. Het gebouw wordt aan de zuidzijde van het koor vervolledigd door een aangebouwde sacristie. Als bouwmateriaal voor het opgaand muurwerk werden geelrode zandsteenblokken gebruikt.
Het lang rechthoekig kerkschip sluit binnenin naar boven toe met een open dakstoel af. De twee dwarsbalken, de steunbalken en de plafondbetimmering zijn in zo goed als zwart donkerbruin geverfd. Op de steeds onderste planken van de dakranden is telkens een bijbelspreuk aangebracht. Op de rechtse zijde (noordzijde): Die Ernte ist groß, aber wenige sind der Arbeiter. Darum bittet den Herrn der Erde, daß er Arbeiter in seine Ernte sende. Matth. 9:37-38 (Toen zeide Hij tot Zijn discipelen: De oogst is wel groot; maar de arbeiders zijn weinige. Bidt dan den Heere des oogstes, dat Hij arbeiders in Zijn oogst uitstote.). Op de linkse zijde (zuidzijde): Ich in der Weinstock, ihr seid die Reben. Wer in mir bleibt und ich in ihm, der bringt viel Frucht, denn ohne mich könnt ihr nichts tun. Joh. 15:5 (Ik ben de Wijnstok, en gij de ranken; die in Mij blijft, en Ik in hem, die draagt veel vrucht; want zonder Mij kunt gij niets doen).
Het met twee trappen verhoogde koor tegenover het kerkschip beschikt over een ribbengewelf. Aan de torenzijde bevindt zich een vooruitstekend hoogzaal. Deze kan enkel langs buiten door een afzonderlijke ingang in de trappentoren, rechts naast de hoofdingang, bereikt worden.

## Inrichting
Het kerkgestoelte bestaat uit twee blokken van rechte bankenrijen, waartussen een middengang vanaf het ingangsportaal naar het koor leidt. In het koor, dat drie glasramen bevat, staat het uit zandsteen gemaakt neoromaans altaar, met daarop een kruis in metaal. Links van het altaar bevindt zich een doopvont. Aan de zuidzijde van de triomfboog, die het koor van het kerkschip scheidt, bevindt zich een kanselkorf. Deze stond oorspronkelijk verhoogd op een sokkel, die slechts van uit de sacristie te bereiken was. Bij de laatste renovatie werd de sokkel verwijderd en de kanselkorf kan nu direct vanaf het koor betreden worden. Altaar en kanselkorf behoren nog tot de oorspronkelijke inrichting.

## Glasramen
In het kader van de renovatie van 1983 werden nieuwe glasramen ingebouwd, naar ontwerp van schilder en graficus Werner Persy uit Trier. De glasramen in het koor hebben de christelijke hoogfeesten Kerstmis, Pasen en Pinksteren als motief, terwijl de rozetten boven de zijramen in het kerkschip, voorstellingen van mogelijke, in deze tijd geleefde christelijke gelovigen tonen. De glasramen in het koor stellen een aansluiting tot de laatmiddeleeuwse traditie van de Biblia pauperum (Boeken der leken) voor.
| Beeld                                      | Standplaats                                                      | Bijbelplaats | Beschrijving |
| ------------------------------------------ | ---------------------------------------------------------------- | --- | --- |
| Weihnachtsfenster                          | Links glasraam in het koor                                       | Er stijgt een ster op uit Jakob (Num 24:17 HTB) En Christus kreeg een menselijk lichaam en leefde bij ons hier en op aarde (Joh 1:14 HTB)                                                                    | Christus, in de gestalte van een kind, komt als koning: gekroond en met een gouden rijksappel gewaardeerd. De kruisstaf in Zijn hand verwijst reeds naar Zijn dood. Christus komt in onze wereld met zijn moderne hoge flatgebouwen. Het licht van Zijn liefde, dat van de liefde van Israel uitgaat, wil alle mensen verlichten. De herders, bij wie het motief van de Goede Herder - die Zijn schapen draagt - reeds weerklinkt, bidden als eerste de Heiland aan.                                                               |
| Osterfenster                               | Middelste glasraam in het koor                                   | Alle eer en dank aan God, die van ons nieuwe mensen heeft gemaakt door de wederopstanding van Jezus Christus. (Petr 1:3 HTB) De mannen die bij het graf op wacht stonden, sidderden van angst. (Mt 28;4 HTB) | Het middelste glasraam stelt de paasvreugde voor. Zoals de opgaande zon straalt de rozet deze vreugde en omhult de verrezenen. Hij draagt nog de linnen doeken. Het donkere graf wil Hem nog vasthouden, maar de Geest omgeeft Hem met nieuw leven. De machten van de wereld, uitgebeeld door de soldaten, liggen overwonnen op de grond. Willen ze zich afkeren of zich helemaal dreigend verheffen, aan de levende Christus kunnen zij zich niet vasthouden. De wondtekens getuigen dat de Verrezene aan het kruis gestorven is. |
| Pfingstfenster                             | Rechts glasraam in het koor                                      | "In die tijd, wanneer Ik het lot van Juda en Jeruzalem verander", zegt de HERE, (Joel 3.1 HTB) Als de Geest ons nieuw leven heeft gegeven, moeten wij ons ook door de Geest laten leiden. (Gal 2:25 HTB)     | Uitgaande van de duif in de rozet vervult de liefde van de Geest het rechtse glasraam. Zoals vurige tongen komt de Geest over de apostelen. De Geest komt als een gave Gods en zet mensen in beweging. Zo trekt in het onderste deel van het venster een menigte pelgrims, vervuld van de Geest, in de wereld. |
| Rosette rechts vorne                       | Rozet rechts voor in het schip                                   | | Een hongerig kind wordt brood uitgedeeld. De honger in de wereld zal christenen niet onberoerd laten. |
| Rosette rechts mitte                       | Rozet rechts midden in het schip                                 | | Vader en moeder hebben hun kinderen rond zich verzameld. Kinderliefde en bescherming is de opdracht van het Evangelie, want alle mensen mogen zich door God aangenomen weten. |
| Rosette rechts hinten über der Orgelempore | Rozet rechts achter in het schip boven het orgel op het hoogzaal | | Hier is de verbroedering tussen vroegere vijanden voorgesteld: de ene vergeeft de andere. |
| Rosette links hinten über der Orgelempore  | Rozet links achter in het schip boven het orgel op het hoogzaal  | | Hier wordt herinnerd aan de opgave van ziekenverzorging |
| Rosette links mitte                        | Rozet links midden in het schip                                  | | Een behoeftige wordt een mantel omgelegd; een verwijzing daarop, dat het offer een geloofsdaad is. |
| Rosette links vorne                        | Rozet links voor in het schip                                    | | Een man, zelf verwond, knielt voor de ruïne van een vernietigde stad en plant een boom. De hoop op een nieuw leven wordt een vermaning voor de vrede en een protest tegen de oorlog. |

## Orgel

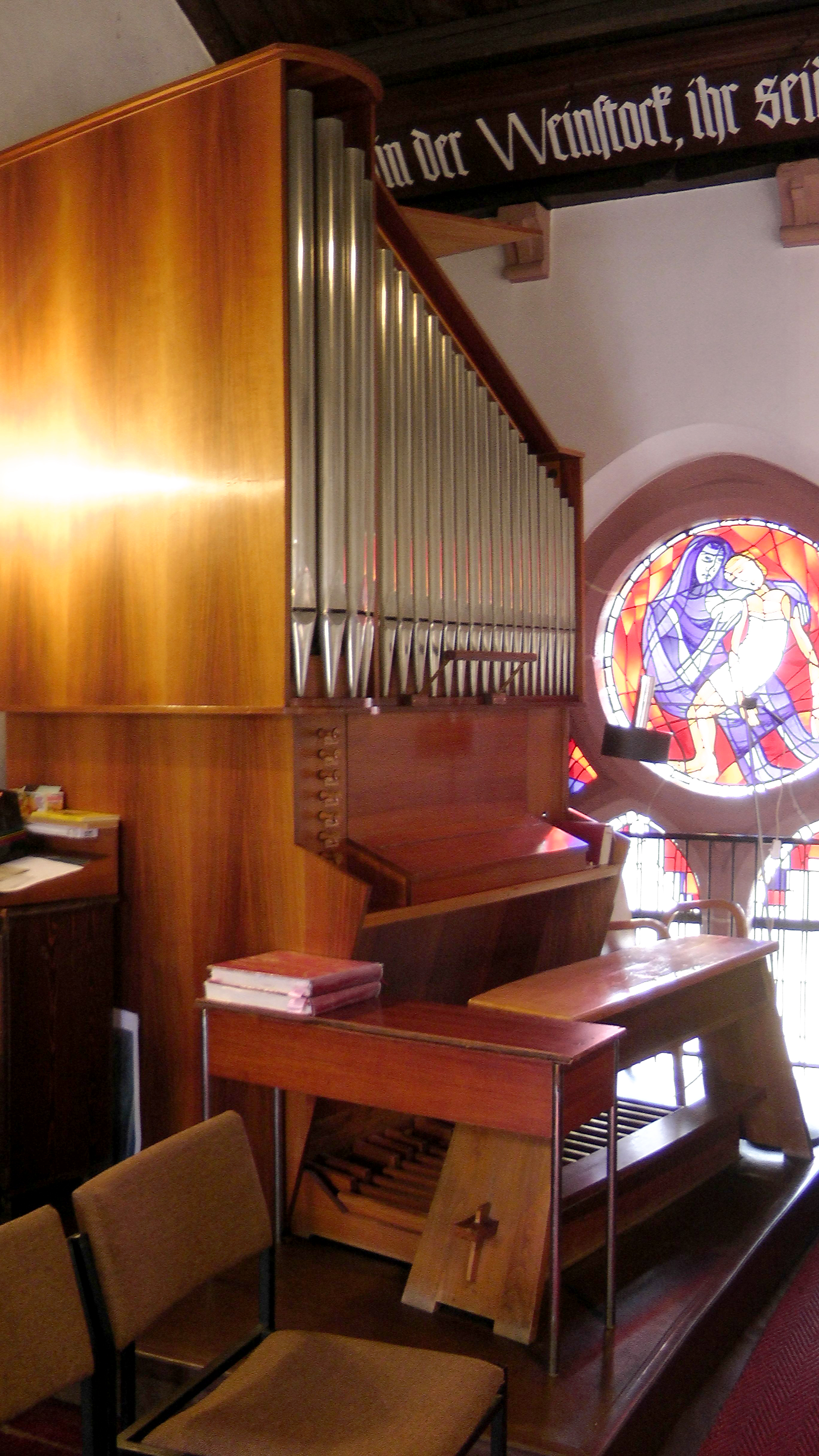
Orgel

In het plan van de kerk was voor het orgel inderdaad een plaats op het hoogzaal voorzien en er was eveneens ruimte in het financieringsplan van de kerkenbouw. Het geld daarvoor was evenwel niet beschikbaar, zodat het gemeenschapsgezang door een harmonium moest ondersteund worden. In 1929 bood zich dan de gelegenheid van de kerkengemeente Wipperfürth om voor 2000 RM diens orgel te kopen. Wegens gebrek aan kapitaal kon die optie niet gerealiseerd worden, aangezien de kerkgemeenschap niet in staat was de kosten voor de af- en opbouw evenals het transport te betalen.
In 1964 bood de Landeskirche der gemeenschap aan, een orgelpositief uit te lenen voor vijf jaar voor een maandelijkse som van 30 DM. In het volgende jaar werd een orgelbouwgemeenschap gesticht. De voorzitter ervan, Willi Hoffmann, bezocht in de omgeving veel orgels. Een orgel van de firma Hermann Eule Orgelbau Bautzen in Saarlouis overtuigde hem, zodat deze firma het nieuwe orgel zou bouwen. Omdat de zetel van deze firma in het toenmalige DDR lag, moesten de verdragen en de betaling via Buitenlandse Handel van de DDR afgewikkeld worden en ook aan West-Duitse zijde moesten de noodzakelijke invoerformaliteiten aangevraagd worden.
Het orgel, op 10 april 1968 ingewijd, uit de orgelbouwwerkplaats Hermann Eule Orgelbau Bautzen, is het meesterstuk van orgelbouwmeester Eckhard Pietsch en heeft een mechanische tractuur zonder Registrierhulp

De dispositie van het orgel omvat:
| Manual C−   |      |
| Hout gedekt | 8′   |
| Principaal  | 4′   |
| Roerfluit   | 4′   |
| Woudfluit   | 2′   |
| Quint       | 1/3′ |
| Mixtuur III |      |

| Pedal C− |     |
| Subbas   | 16′ |

- Koppelen:

## Klokken
Bij de inwijding van de kerk weerklonken twee klokken van de Klokkengieterij Mabilon in gis en c. De kleinere klok werd in de Eerste Wereldoorlog in beslag genomen, de grotere klok in de Tweede Wereldoorlog. Op heden bestaat het geluid uit drie klokken in Te Deum motief in gis1 (580 kg), h1 (430 kg) en cis2 (240 kg), alle uit de klokkengieterij Mabilon in Saarburg. De klokken hangen in het bovenverdiep van de toren en zijn van het hoogzaal langs twee lange en steile ladders bereikbaar.
| Nr. | Afbeelding | Gietjaar | Gieter, gietplaats | Massa (kg) | Slagtoon | Inscriptie | Verder noodlot                                                      |
| --- | ---------- | -------- | ------------------ | ---------- | -------- | --- | ------------------------------------------------------------------- |
| 1   |            | 1893     | Mabilon, Saarburg  | 537 kg     | gis1     | | In de Eerste Wereldoorlog in beslag genomen en spoorloos verdwenen. |
| 2   |            | 1893     | Mabilon, Saarburg  | 218 kg     | c2       | | In de Tweede Wereldoorlog in beslag genomen en spoorloos verdwenen. |
| 3   | h-Glocke   | 1925     | Mabilon, Saarburg  | 430 kg     | h1       | - Voorzijde: „Mahne an die Vergangenheit! Wache über der Gegenwart! Bereite die Zukunft!“ (Herinner aan de verleden! Waak over het heden! Bereid de toekomst!) - Achterseite: „Gegossen und gewiehen im siebten Jahr nach dem Weltkrieg zu Pfingsten 1925 als Flick Pfarrer en Engel, Schacht, Scherf, Schrimpf en Würzner Presbyter der evgl. Gemeinde Saarburg waren.“ (Gegoten en gewijd in het zevende jaar na de wereldoorlog op Pinksteren 1925 toen Flick Pastoor und Engel, Schacht, Scherf, Schrimpf en Würzner presbyter van de evgl. Gemeente Saarburg waren.)                    | hangt in de toren                                                   |
| 4   | gis-Glocke | 1961     | Mabilon, Saarburg  | 580 kg     | gis1     | - Voorzijde: „Verleih uns Frieden gnädiglich. Herrgott zu unsern Zeiten.“ (Verleen ons genadig vrede, Heer God in onze tijden.) (Luther) „Solches habe ich mit euch geredet, dass ihr in mir Frieden habet. In der Welt habt ihr Angst, aber seid getrost, ich habe die Welt überwunden“ ( Dit alles heb ik u gezegd, opdat gij vrede moogt hebben in Mij. In de wereld hebt gij verdrukking te lijden, maar schept moed: Ik heb de wereld overwonnen) (Joh. 16:33) - Achterzijde: Evgl. Kirchengemeinde Saarburg, Reformationsfest 1961 (Evgl. Kerkgemeente Saarburg, Reformatiefeest 1961) | hangt in de toren                                                   |
| 5   | cis-Glocke | 1993     | Mabilon, Saarburg  | 240 kg     | cis2     | - Voorzijde: „Jahreslosung 1993 zum 100sten Kirchenweihjubiläum: Man muss Gott mehr gehorchen, als den Menschen“(Leuze van het jaar 1993 voor het 100ste kerkwijdingsjubileum: Men moet God meer gehoorzamen dan de mensen) - Achterzijde: „Ich bin der Weinstock, ihr seid die Reben. Wer in mir bleibt und ich in ihm, der bring viel Frucht.“ (Ik ben de Wijnstok, u zijt de ranken. Wie in Mij blijft en Ik in hem, zal veel vruchten voortbrengen) - Achterzijde onderrand: „Evangelische Kirchengemeinde Saarburg 11. Juli 1993“                                                       | hangt in de toren                                                   |

## Dominees en gemeenteleiding
De eerste pastoor-bestuurder voor Saarburg was Wilhelm Figge. Hij werd op 27 juli 1850 tot plaatsvervanger van het parochieverbond Merzig-Perl-Wadern-Saarburg benoemd. Zijn dienstplaats was eerst Saarburg en vanaf 1851 Merzig. Vanaf 1880 was zijn navolger Friedrich Gotthard Schneider. In 1895 werd Saarburg uit dit parochieverbond verwijderd en werd een eigen parochie. Om financiële redenen werd dit in de eerste jaren enkel met een vicaris bezet.
| Naam                      | Ambtsperiode | Aantekening |
| ------------------------- | ------------ | --- |
| Rudolf Sander             | 1895–1898    | Pfarrvikar |
| Friedrich Wilhelm Spieker | 1898–1900    | Parochievicaris |
| Otto Wilhelm Lentze       | 1900–1902    | Eerste evangelische pastoor in Saarburg. Wisselde met zijn navolger de parochieplaats. |
| Friedrich Flick           | 1902–1928    | Vierde op 29 juni 1927 in Saarburg, onder grote belangstelling van de Saarburgse bevolking, het 25-jarig jubileum van zijn confessie. |
| Herbert Degen             | 1929–1937    | In de tien maanden durende vacaturetijd voor zijn verkiezing was hij als vervanging en godsdienstleraar werkzaam. Eveneens werd aan hem de belijdeniscatechisatie overgedragen. Stichtte als pastoor het kerkkoor en een evangelische jeugdbond. Op de dag van zijn huwelijk werd de pastorie leeggeroofd.                                   |
| Hans Schmidt              | 1938–1945    | kwam reeds als probleemdominee naar Saarburg. Op grond van al te grote benadering tot de nationaalsocialistische machthebbers werd hem op 25 juni 1945 de uitoefening van zijn ambt ontnomen. Bleef echter tot zijn pensionering in 1950 officieel parochie-bezitter.                                                                        |
| Paul Druschke             | 1946–1957    | Werd in juli 1945 met het bestuur van de parochie belast en was vanaf 1950 parochie-eigenaar. Door vluchtelingen verdubbelde in slechts enkele jaren het aantal gemeenschapsleden. Gedurende zijn ambtsperiode werd de in de oorlog vernielde kerk weer opgebouwd, de pastorie gerenoveerd en de bouw van de kerk in Orscholz in gang gezet. |
| Rudolf Siedow             | 1959–1978    | In zijn ambtsperiode werden het (vroegere) gemeentehuis aan de Kunoweiher 3 en ook de kapel in Orscholz gebouwd en de gemeenschap van de kerkengroep Völklingen in de kerkengroep Trier heringedeeld. Ze verloor daarbij gelijktijdig het deel van het gemeenschapsgebied in Saarland.                                                       |
| Heinz Schröter            | 1979–2003    | In zijn ambtstijd vielen de kerkenrenovatie en de vormgeving van een lichte en bonte kerk. Kort voor de intrede in pensionering is hij gestorven. |
| Elke Füllmann-Ostertag    | 2004–2011    | Eerste domineesvrouw. |
| Peter Winter              | 2012–        | In zijn ambtsperiode vallen de opbouw van de coöperatie in Konz en de bouw van een nieuw gemeenschapscentrum op het adres Erdenach 3. |

## Kerkdiensten
Op bijna elke zon- en feestdag wordt om 10 uur een kerkdienst gevierd.
De kerkengemeenschap viert hun kerkdiensten volgens het Agende - Evangelisch Gottesdienstbuch - Agende voor de Union Evangelischer Kirchen in der EKD en voor de Vereinigte Evangelisch-Lutherische Kirche Deutschlands en is lid van de kerkengroep Trier van de Unionismus (Protestantismus) Evangelische Kirche im Rheinland. Zowat elke maand wordt in samenwerking met de Evangelische kerkengemeenschap Konz-Karthaus op zaterdagavond een kerkdienst in een alternatieve vorm onder de titel "Gottesdienst anders" aangeboden.
De kerk is dagelijks van 9-18 uur geopend en heeft het zegel "Offene Kirche" (Open kerk)  van de Evangelische Kerk in het Rheinland ontvangen. Ze kan individueel of in het raam van een stadsrondgang bezichtigd worden. Informaties - ook in Nederlandse taal - en een gastenboek liggen ter inzage.
Sporadisch vinden in de kerk ook concerten en andere evenementen plaats.